# Aphidius hortensis
Aphidius hortensis är en stekelart som beskrevs av Marshall 1896. Aphidius hortensis ingår i släktet Aphidius och familjen bracksteklar. Arten är reproducerande i Sverige. Inga underarter finns listade i Catalogue of Life.